# 388 Харібда
388 Харібда (388 Charybdis) — астероїд головного поясу, відкритий 7 березня 1894 року Огюстом Шарлуа у Ніцці.